# Narancssárga csigagomba
A narancssárga csigagomba (Hygrophorus speciosus) a csigagombafélék családjába tartozó, Eurázsiában és Észak-Amerikában elterjedt, vörösfenyő alatt élő, ehető gombafaj.

## Megjelenése
A narancssárga csigagomba kalapja 2-5 cm széles; fiatalon domború, majd széles domborúan vagy majdnem laposan kiterül. Felszíne nedvesen tapadós, sima. Színe eleinte narancssárga, vörösnarancs vagy barnásnarancs, később élénksárgára fakul. Széle fiatalon begöngyölt. 
Húsa fehéres vagy sárgás, sérülésre nem változik. Szaga és íze nem jellegzetes.  
Kissé ritkás lemezei szélesen tönkhöz nőttek vagy kissé lefutók; a féllemezek gyakoriak. Színük krémfehér vagy sárgás.
Tönkje 3-6 cm magas és 0,5-2 cm vastag. Alakja nagyjából egyenletesen hengeres vagy a töve felé kissé vékonyodó. Fiatalon a csúcsáig nyálka borítja, amely később megszárad és gallérzónát alkot. Színe fehéres, a nyálka száradása után narancsos foltokkal. 
Spórapora fehér. Spórája ellipszis alakú, sima, inamiloid, mérete 8-11 x 4,5-5,5 µm. 

### Hasonló fajok
A vörösfenyő-csigagomba és a sárgapelyhű csigagomba hasonlít hozzá.

## Elterjedése és termőhelye
Eurázsiában és Észak-Amerikában honos. 
Fenyvesekben él, a vörösfenyővel alkot gyökérkapcsoltságot. Nyáron és ősszel terem. 

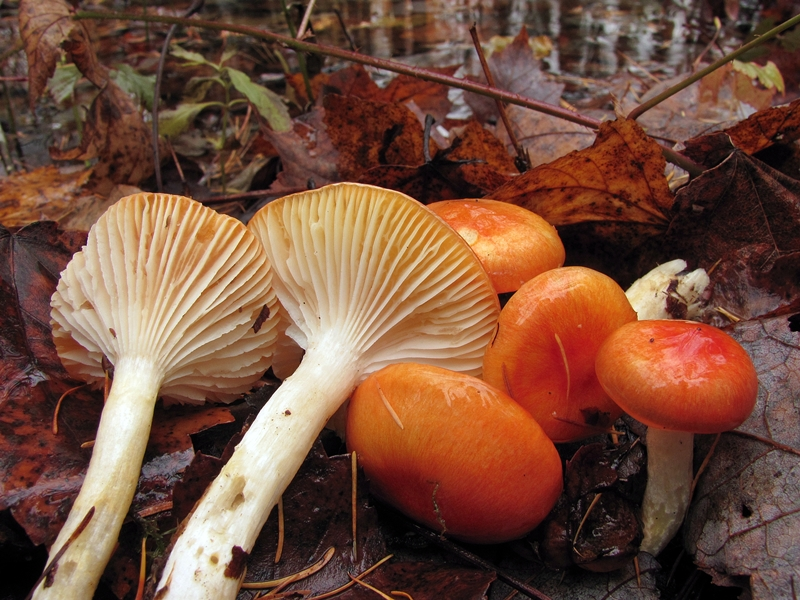
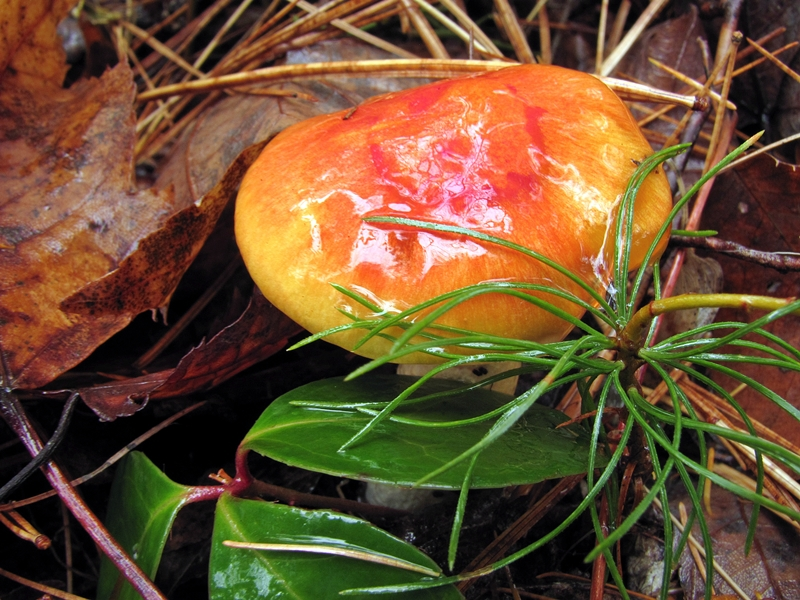
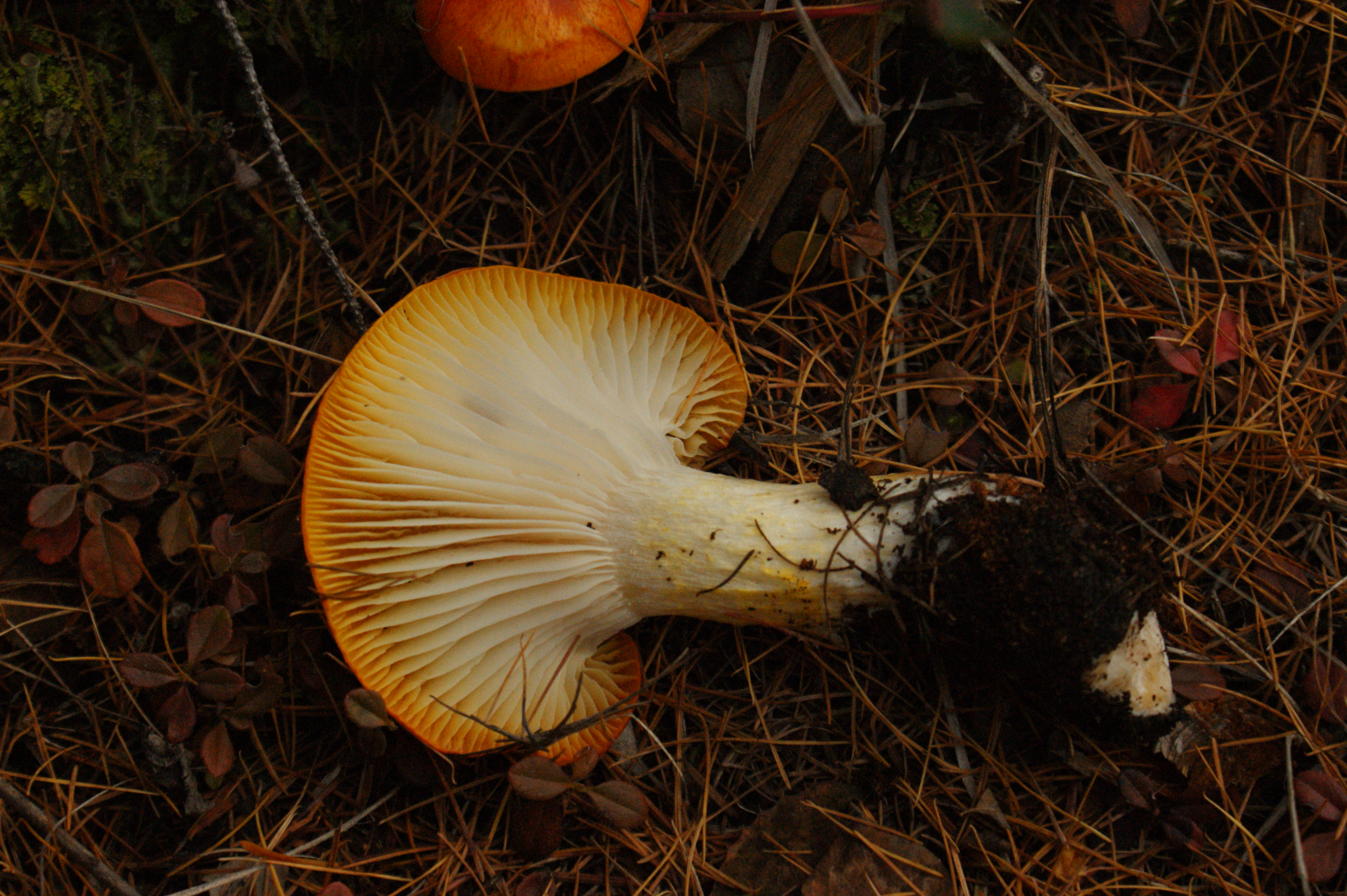
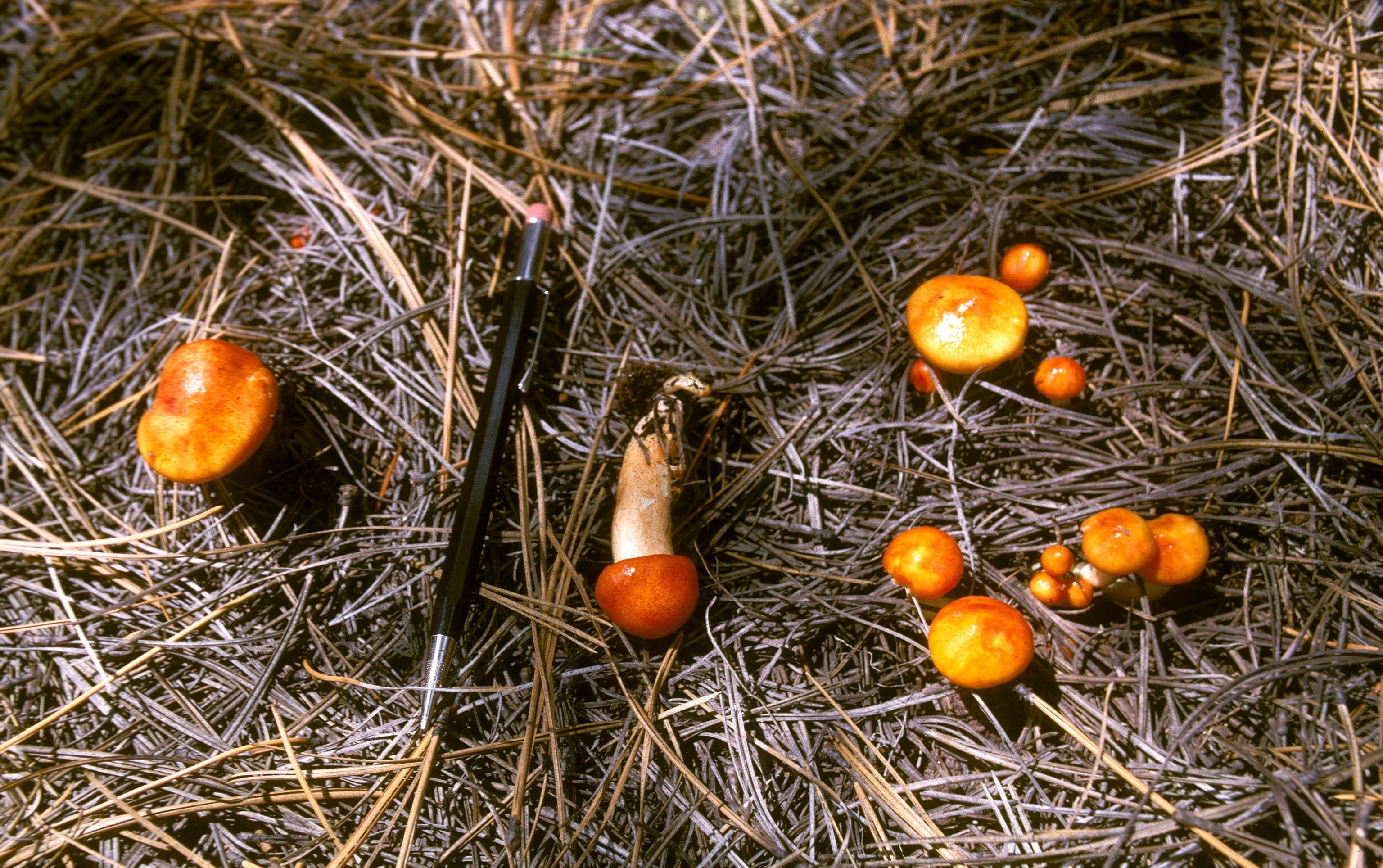

Ehető.   